# Speech & Debate (opera teatrale)
Speech & Debate è una commedia drammatica del drammaturgo statunitense Stephen Karam, debuttata a New York nel 2007.

## Trama
Salem, Oregon. Solomon, Howie e Diwata sono adolescenti con pochissimi amici al liceo della zona. Solomon è il direttore del giornalino scolastico e farebbe di tutto per compiacere il padre; Howie è omosessuale ed è stato contattato su un sito di incontri gay da un insegnante; Diwata è una mediocre attrice amatoriale che sogna il successo sulle scene. Quando Diwate scopre che un insegnante ha provato ad insidiare Howie e che altre accuse di molestie serpeggiano tra i corridoi del liceo, la ragazza decide si usare la storia dell'amico e il talento investigativo di Solomon per risolvere il mistero. Fonda dunque un nuovo club di dibattito ("speech & debate") per incontrarsi con gli amici e decidere il da farsi, ma li spinge anche a unirsi a lei in un adattamento musicale de Il crogiuolo di Arthur Miller.

## Produzioni
La Roundabout Theater Company ha diretto la prima produzione della commedia, in scena al Roundabout Underground di New York dall'ottobre 2007 al 28 febbraio 2008. Diretto da Jason Moore, il cast comprendeva Gideon Glick (Howie), Sarah Steele (Diwata), Jason Fuchs (Solomon) e Susan Blackwell (Insegnante/Reporter).
La prima produzione londinese andò in scena ai Trafalgar Studios dal 27 febbraio al 1 aprile 2017, con la regia di Tom Attenborough e un cast composto da Douglas Booth (Howie), Tony Revolori (Solomon), Patsy Ferran (Diwata) e Charlotte Lucas (Insegnante/Reporter).
Caratteristiche come una scenografia poco impegnativa, tematiche vicine ai giovani e un cast di adolescenti hanno resto la commedia molto popolare nel circuito amatoriale e delle rappresentazioni studentesche: tra il 2007 e il 2014 più di centocinquanta produzioni di Speech & Debate sono andate in scena negli Stati Uniti.

## Adattamento cinematografico
Nel 2017 Dan Harris ha diretto l'omonimo adattamento cinematografico della commedia, con Liam James, Sarah Steele e Austin P. McKenzie nei ruoli dei tre protagonist. Stephen Karam ha curato la sceneggiatura, riadattando la propria commedia, e ha aumentato il numero di personaggi; in particolare, il professor Bellingham, che nella commedia è solo menzionato, è un personaggio che appare nel film.